# Benedetto Accolti (cardinal)
Pour les articles homonymes, voir Benedetto Accolti et Accolti.
Benedetto Accolti le jeune, dit le cardinal de Ravenne, né le 29 octobre 1497 à Florence, en Toscane, et mort le 21 septembre 1549 dans la même ville, est un cardinal italien. Il est le neveu du cardinal Pietro Accolti (1511).

## Biographie
Benedetto Accolti étudie à l'université de Florence et à l'université de Pise. Il entre à la Curie romaine et est nommé protonotaire apostolique en 1515 et abbreviatore di parco maggiore en 1518.
En 1521 Accolti est nommé évêque de Cádiz et est transféré à Crémone en 1523. En 1523 il est nommé aussi secrétaire du pape Clément VII.
Le pape Clément VII le crée cardinal lors du consistoire du 3 mai 1527. Le cardinal Accolti est promu archevêque de Ravenne en 1529 et est administrateur apostolique de Bovino en 1530-1535 et de Policastro en 1531-1535. Il est nommé légat a latere dans les Marches d'Ancône en 1532 et est camerlingue du Sacré Collège pour un mois en 1532.
Accolti est accusé de mal dépenser 19 000 ducats pour l'expédition contre les Turcs et est privé de son cardinalat en 1534. Il est emprisonné au château Saint-Ange. Après le payement d'une grande somme d'argent, 59 000 scudi d'oro, en 1535, il est rétabli comme cardinal.
Le cardinal Accolti participe aux conclave de 1534 (élection de Paul III).

### Dans sa retraite
Retiré de toute activité épiscopale, il résida successivement à Ravenne, à Ferrare et à Venise, puis, après un bref retour à Rome, il s’établit définitivement à Florence, où il représenta l'empereur dans ses tractations avec le duc Cosme Ier de Médicis. C’est dans cette dernière ville qu’il mourut en 1549, à 52 ans, selon certains auteurs  d'une apoplexie, et selon d’autres empoisonné. Il fut enseveli dans l'église de San Lorenzo.
De sa liaison avec une femme inconnue il eut trois ou quatre fils : Fabrizio, Marcello et Ippolito qui parvinrent à occuper des postes importants dans la société florentine, et Benedetto, qui fut exécuté en 1564 pour avoir conspiré contre la vie de Pie IV.
Il a laissé quelques œuvres écrites : un traité juridique sur les droits de la papauté sur le royaume de Naples intitulé Tractatus de iure pontificum in regnum Neapolitanum, quelques opuscules de piété : De laudibus beatae Mariae et De immaculata eiusdem conceptione, ainsi que quelques poésies qui furent publiées après sa mort, incluses dans le recueil Carmina quinque hetruscorum poetarum.